# 리마 증권거래소

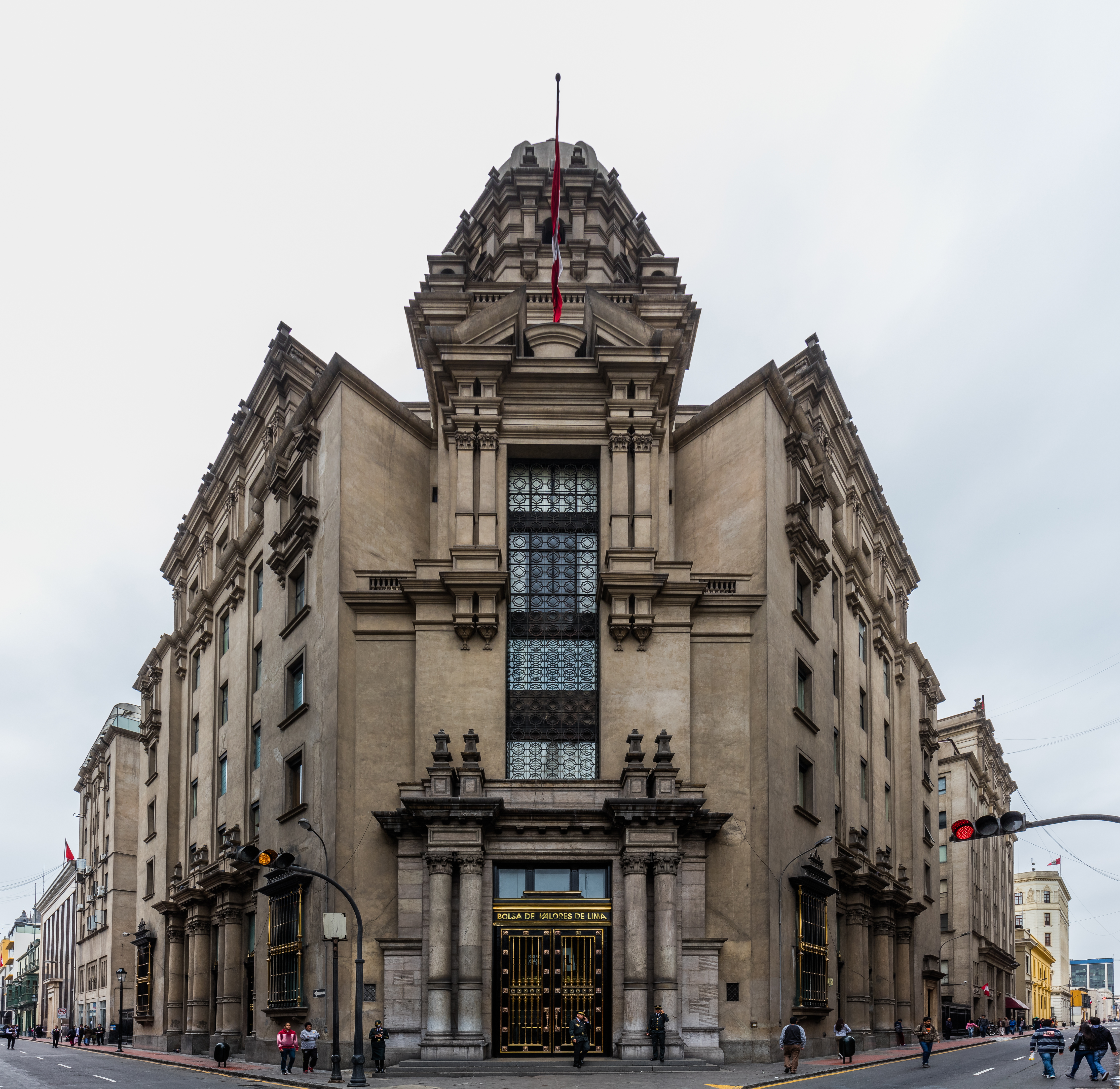

리마 증권거래소(BVL, 스페인어: Bolsa de Valores de Lima)는 페루 리마에 소재한 증권거래소이다.

## 같이 보기
- 페루의 경제